# Michael's Uncle
Majklův strýček, později M.O., a ještě později Michael's Uncle je česká kapela, která vznikla v roce 1987. Ze začátku hráli temnou, postpunkovou hudbu, ve které později probleskovaly náznaky hardcore. Skupina se rozpadla v roce 1995, od roku 2004 byla opět aktivní, dokud se v roce 2014 opět nerozpadla

## Historie

### Začátky
Píše se rok 1987. V pražském Klubu architektů po týdenním zkoušení poprvé vystupuje formace Michael's Uncle. Tvrdá, agresivní a rychlá postpunková hudba s naturalistickými, výstižnými texty uvádí publikum v narvaném klubu do varu. Záhy se pověst nevídané a neslýchané formace rozletí po undergroundové scéně. Také však do spisů Veřejné bezpečnosti a StB. Mnoho koncertů je zakázáno, čtveřice se však valí dále. Všem je jim kolem jednadvaceti a brzy se stanou jedním ze symbolů sametové revoluce.
V roce 1988 natáčí své první album, které pojmenují Svině!. Na basu zde hraje Petr Hošek, který krátce na to obnovuje činnost své kapely Plexis. Album je prodáváno na kazetách během koncertů, oficiálně však vyjde až v roce 1992. V té době se kapela dostane přes všechny nástrahy VB a StB do Západního Berlína. Koncert zde však neodehrají, cesta skončí na hranicích nálezem kazet s provokativním obalem.

### Po revoluci
Těsně před revolucí obsadí kotelnu v domě v centru Prahy s tím, že v Praze chybí rockový klub. Symbolicky získává název Kotelna a na začátku revoluce jsou již prostory veřejnosti přístupné. S nástupem nového režimu ovšem bere existence Kotelny za své, protože pražský magistrát požaduje milionové investice, aby klub vyhovoval normám. tím Kotelna skončila, protože tolik peněz kapela neměla. Také se v té době již objevují první potíže s drogami, které kapelu za čas rozloží.
Díky sehranosti z koncertů natočí během jednoho dne ve studiu desku The End of the Dark Psychedelia. Album kapela vydává na vlastní značce, celý náklad krátce na to skoupí začínající hudební vydavatelství bez ohledu na prodejnost. Michael's Uncle koncertují takřka neustále, nejen doma, ale také v zahraničí. Drogy ovšem odstávají členy více a více, nejdříve dostanou Amrita, který často nedorazí na koncert, Ivana Kleina zase složí alkohol. To dopálí Petra Stanka, který se sbalí, a kapela přestává existovat. Znovu se nadechuje k životu v roce 1995, kdy natočí bez Amrita, který se potácí někde v drogovém podsvětí, album s dlouhým názvem Ale my stále hledáme štěstí, ale nikdo z nás ještě není mrtev. Album odlišné od těch předchozích, melodičtější. Michael's Uncle sklízí úspěchy s písní Nezabíjej bratra s takřka návykovou basovou linkou. Odjedou pouze ovšem domluvené turné a pak se po Strýčcích slehne zem. Je zavřen domácí klub Bunkr, pánové se rozutečou.

### Setkání po letech
Znovu se setkávají až v roce 2004, kdy se na výročním koncertě Paláce Akropolis sejdou zvučná jména předrevoluční undergroundové scény, mimo jiné kapely, které spojuje právě postava Petra Stanka (Soubor tradičního popu, Psycho Club a Výletníci). Michael's Uncle sklidil nebývalý potlesk, Stanko se rozhodl definitivně kapelu obnovit, prozatím opět bez Amrita, který v té době pobýval v protidrogové léčebně. Až po roce se sejdou znovu všichni čtyři a opět obráží koncertní a festivalová pódia. V říjnu 2007 oslaví v pražském Futuru 20 let existence, záznam koncertu vyjde na ještě do konce roku na CD. Strýčci zde představují také dvě nové písně, které jsou předzvěstí nového alba, které připravují na rok 2008.

## Poslední Sestava
- Amrit Sen – zpěv
- Petr Stanko – kytara (také Soubor tradičního popu, Kokrment)
- Ivan Klein – baskytara
- Jaroslav Stuchlý – bicí

Bývalí členové
- Amrit Sen – zpěv
- Petr Stanko – kytara (také Soubor tradičního popu, Kokrment)
- Ivan Klein – baskytara
- Jaroslav Stuchlý – bicí
- Karel Jančák – kytara (také Antitma 16, Půlnoc nebo Egypt) cca 1989
- Petr Hošek – baskytara (do 1990)
- Aleš Pezl – baskytara (od 1990-?)
- Jan Jukl – kytara (do 1990)
- Pavel Navratowitz – bicí (od 2011 do 2014)

## Diskografie
- 1989 Svině! (nahrané 1988-9, ale vydané až v 1992 u Black Point)
- 1990 The End of Dark Psychedelia ( Na vlastní značce R.A.T. – Rock Against Totallity )
- 1995 Ale my stále hledáme štěstí, ale nikdo z nás ještě není mrtev (Indies)
- 2001 Reedice The End of Dark Psychedelia + živák Live 1987 na CD (Black Point)
- 2007 Futurum Groundlive (Black Point)
- 2010 Return of Dark Psychedelia (Indiescope)

## Zásadní písně
- Prezident (Live 1987)
- Úchylák (The End of the Dark Psychedelia)
- Martin má rád Žižkov (Svině!)
- Nezabíjej bratra (Ale my stále hledáme štěstí, ale nikdo z nás ještě není mrtev)
- Nezměníš nic (Return of Dark Psychedelia)